# Логвёново
Логвёново — деревня в Зарайском районе Московской области, в составе муниципального образования сельское поселение Каринское (до 29 ноября 2006 года входила в состав Летуновского сельского округа).

## География
Логвёново расположено в 19 км на юго-восток от Зарайска, на запруженном истоке реки Бровка (по другим данным река называется Скароденка), левом притоке реки Вожа, высота центра деревни над уровнем моря — 163 м.

## Население
| 2002 | 2006 | 2010 |
| ---- | ---- | ---- |
| 12   | →12  | ↘8   |

## История
Логвёново впервые в исторических документах, как сельцо Логвиново, Новопрегаево тож, упоминается в 1790 году, когда в нём числилось 13 дворов и 151 житель, в 1858 году — 0 жителей, в 1884 году — 10 дворов и 66 жителей, в 1906 году — 14 дворов и 98 жителей. В 1930 году был образован колхоз «Новый путь», с 1950 года вошёл в колхоз им. Горького, с 1960 года — в составе совхоза «Родина».